# Convent de Santa Clara (Tortosa)
El Convent de Santa Clara és un edifici religiós de Tortosa (Baix Ebre) protegit com a bé cultural d'interès local.

## Descripció

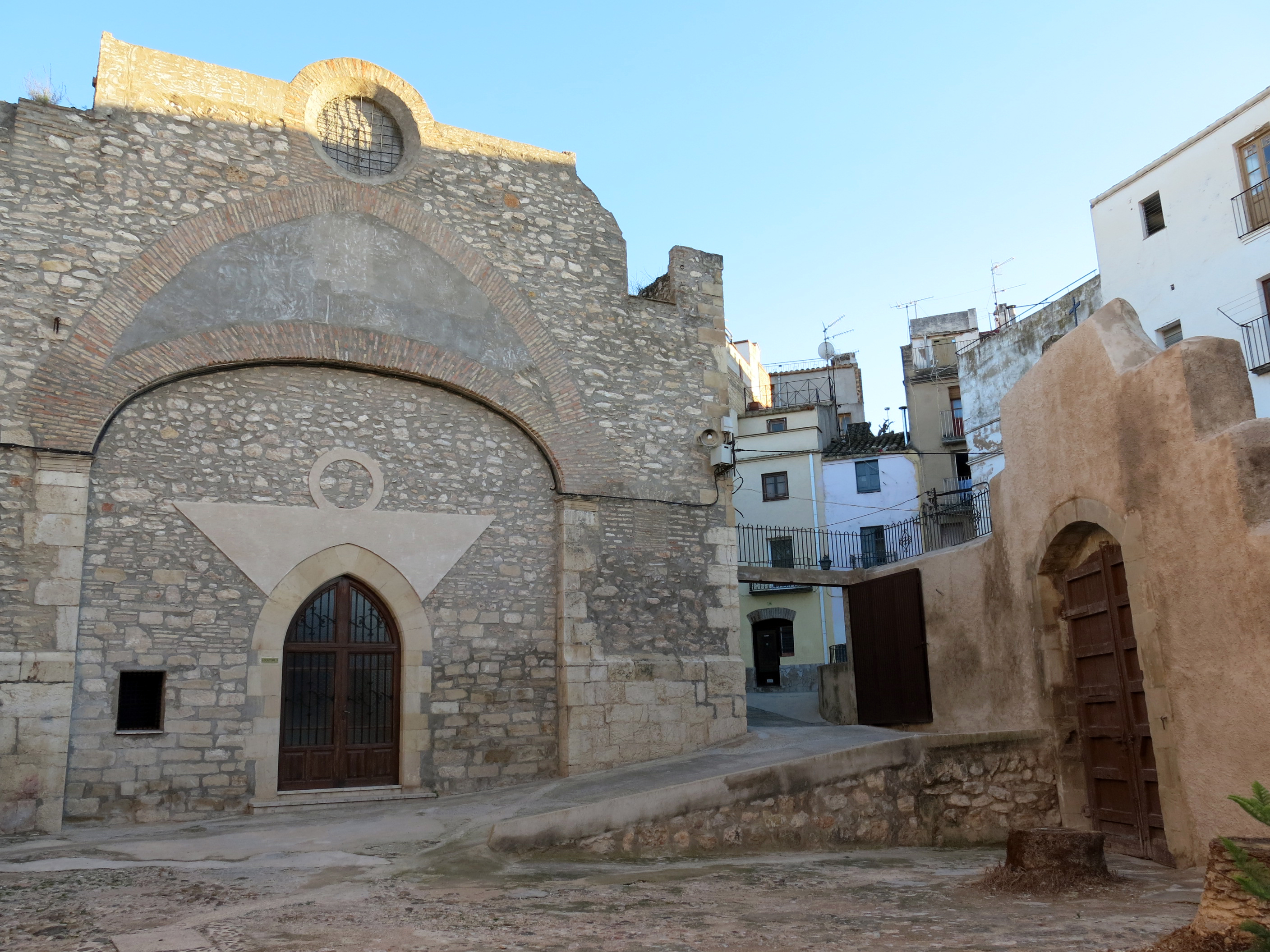
L'església antiga, una de les tres que hi ha dins el convent, i el portal d'entrada al recinte

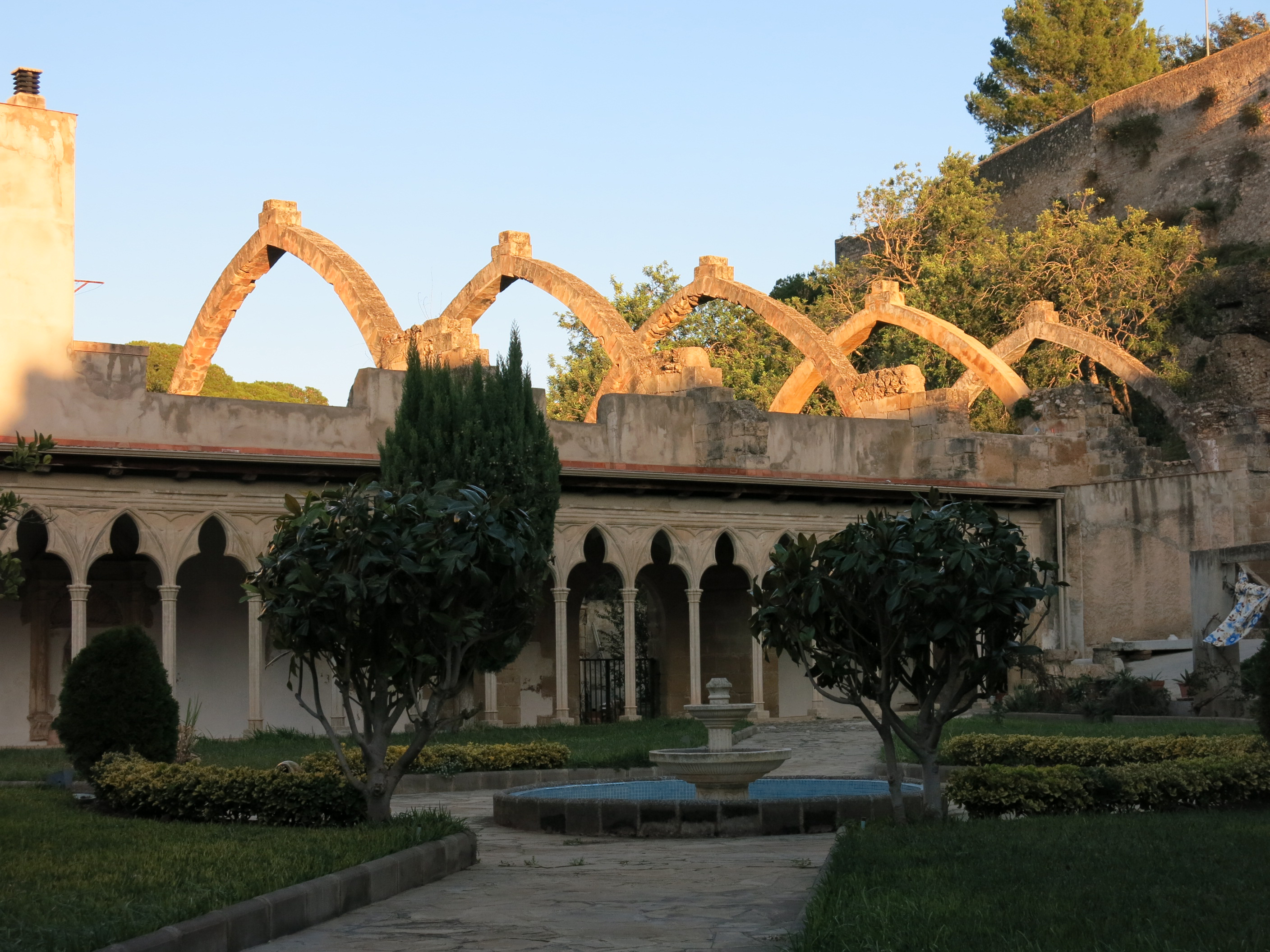
Claustre i, al fons, els arcs de Sant Miquel dels Templers

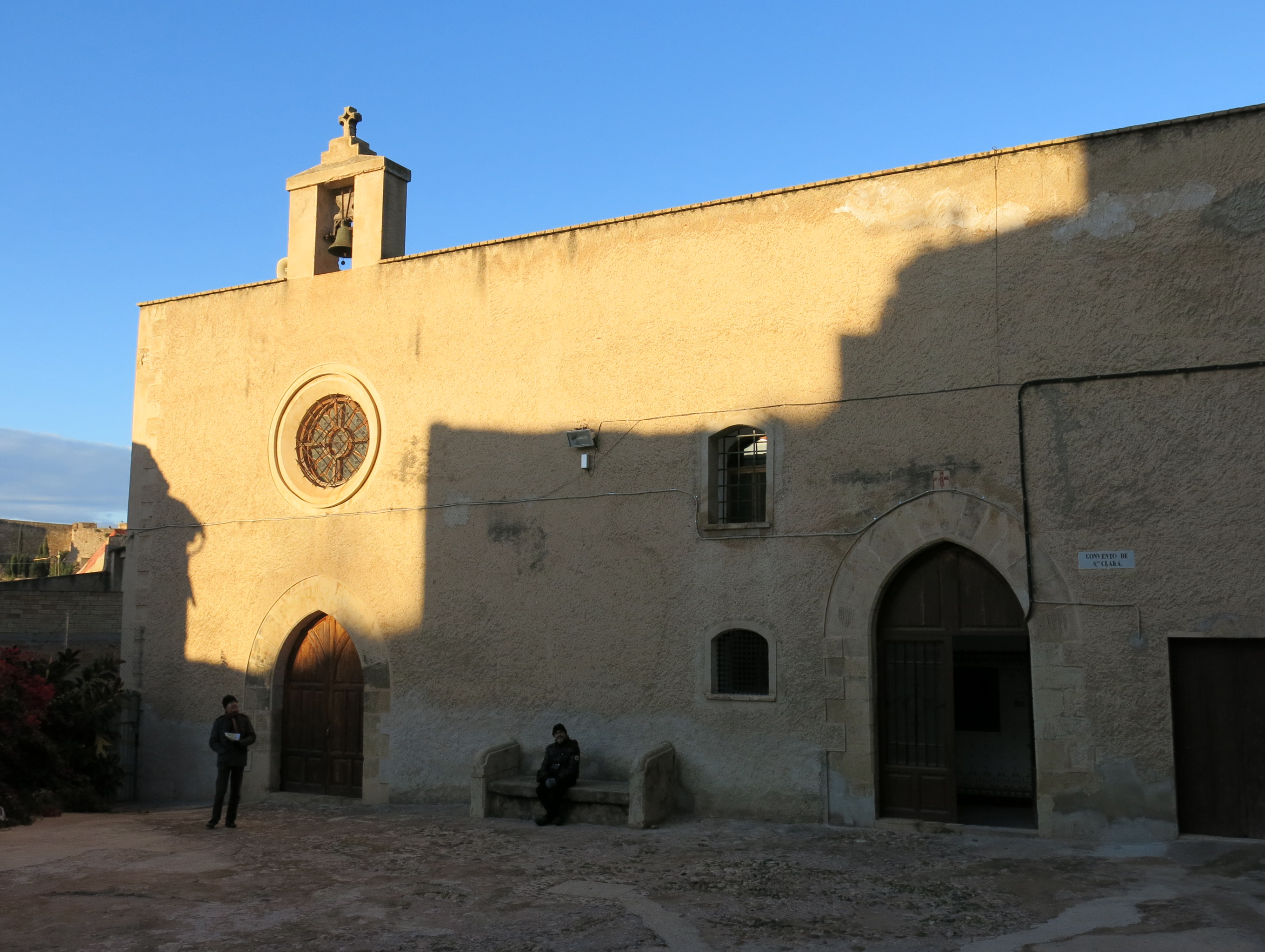
Façana sud del convent, amb l'església actual, dedicada a Nostra Senyora de les Neus, a mà esquerra

Es tracta d'un conjunt delimitat per una paret o tanca, possiblement del segle xiv, que actualment es troba força reformat respecte a la seva estructura original. Situat a l'extrem nord-est del barri de Santa Clara, vora de la muralla del segle XIV, s'hi accedeix a través d'un pati exterior que comunica amb l'actual església, la porteria i els locutoris. Aquests es van fer nous al lloc on hi hagué l'església utilitzada fins a la Guerra Civil; en aquest sector la façana presenta un gran arc escarser tapiat, que era l'arc de descàrrega de l'antiga església. L'acabament superior de la façana és horitzontal, amb un ull de bou senzill al mig. L'actual porta, entrada dins el mur, és apuntada, i el mur, de maçoneria arrebossada en segons quins sectors, es troba bastant deteriorat. D'altra banda, les portes de les dues estances són gòtiques, amb arcs apuntats de pedra on hi ha gravats diferents escuts d'execució tosca. El sector d'interès el conformen l'església esmentada, el claustre i una altra església gòtica enrunada, que només conserva els arcs faixons apuntats. El claustre pren el model franciscà d'arcs trilobulats sobre columnes esveltes compostes de capitell llis; resta molt mutilat.

## Història
Sembla que el lloc va pertànyer a l'Orde del Temple, i era també la parròquia de Sant Miquel. Fou cedit a les monges de Santa Clara, procedents de Barcelona, el segle xiii, època en què s'iniciaren les obres del convent actual, que es perllongarien també durant el segle xiv. Les notícies sobre les tres esglésies de les quals es té notícia i que encara se'n conserven restes avui són força confuses. Les monges sofriren exclaustració el 1835 i arran d'això es perdé el ric arxiu que conservaven. Amb la Guerra Civil el van abandonar de nou, i tot el conjunt restà molt afectat. Les germanes restaren, fins aleshores, al col·legi de Sant Lluís, on s'hi estigueren setze anys. A la dècada dels 50 del segle xx tornaren a habitar el convent.